# Parc Xujiahui
Le parc Xujiahui (chinois simplifié : 徐家汇公园 ; chinois traditionnel : 徐家匯公園 ; pinyin : Xújiāhuì gōngyuán) est un parc du district de Xuhui, à Shanghai. Il a été construit en 1999 sur l'ancien terrain de l'entreprise Great Chinese Rubber Works Factory et du studio d'enregistrement EMI (à cet emplacement il y a aujourd'hui le restaurant La Villa Rouge) . Le parc possède un lac artificiel.

## Adresse
- 889 Zhaojiabang Lu, à côté de Tianping Lu (徐家汇公园 肇嘉浜路889号, 近天平路)
- Station de métro ligne 1 Xujiahui